# (1258) Sicilia
(1258) Sicilia es el asteroide número 1258 situado en el cinturón principal. Fue descubierto por el astrónomo Karl Wilhelm Reinmuth  desde el observatorio de Heidelberg, el 8 de agosto de 1932. Su designación alternativa es 1932 PG. Está nombrado por la isla italiana de Sicilia.